# Ingemar Johansson

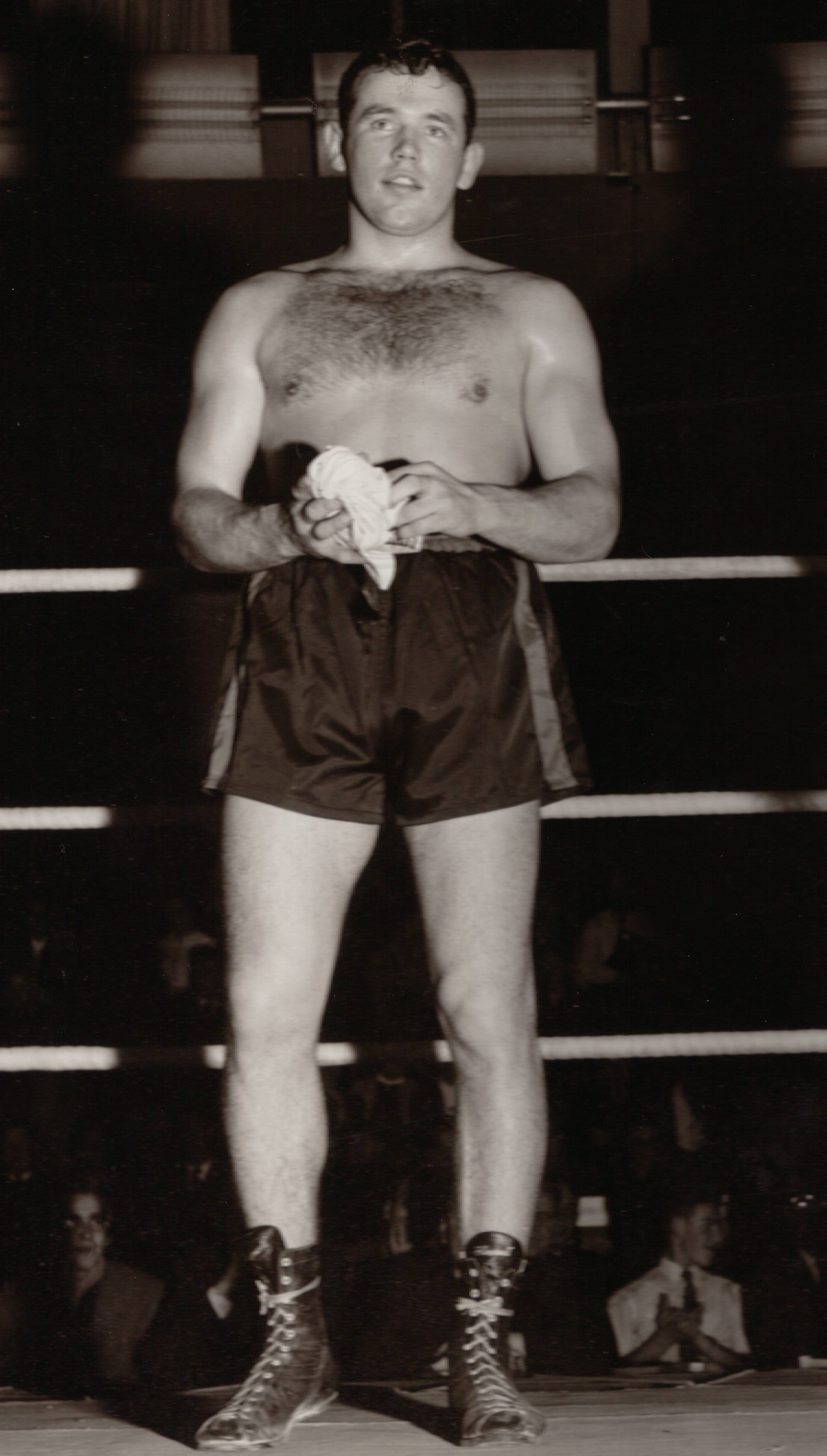
Ingemar Johansson

Ingemar (Jens) Johansson, bijgenaamd Ingo, (Göteborg, 22 september 1932 - Onsala, 30 januari 2009) was een Zweeds bokser. Hij nam eenmaal deel aan de Olympische Spelen.
In 1952 vertegenwoordigde hij Zweden op de Olympische Spelen van Helsinki. In de klasse zwaargewicht won hij een zilveren medaille. Hij verloor in de finale van de Amerikaan Ed Sanders. Hij werd in 1959 wereldkampioen bij de zwaargewichten, na een overwinning op Floyd Patterson. Hij verloor hetzelfde jaar zijn titel aan dezelfde tegenstander. Johansson werd verkozen tot bokser van het jaar in 1958 en 1959 door Ring Magazine en was sinds 2002 lid van de International Boxing Hall of Fame. In de jaren 90 kreeg hij te maken met de ziekte van Alzheimer en daaruit voortvloeiende dementie.